# Kommission Malfatti
Die EG-Kommission unter Präsident Franco Maria Malfatti war 1970 bis 1972 im Amt.
Die Farbe steht für die politische Zugehörigkeit (blau = Christdemokraten, rot = Sozialdemokraten, gelb = Liberaldemokraten).
| Ressort                                   | Kommissar             | Mitgliedstaat | politische Partei |
| ----------------------------------------- | --------------------- | ------------- | ----------------- |
| Präsident                                 | Franco Maria Malfatti | Italien       | DC                |
| Vizepräsident, Landwirtschaft             | Sicco Mansholt        | Niederlande   | PvdA              |
| Vizepräsident, Binnenmarkt, Energie       | Wilhelm Haferkamp     | Deutschland   | SPD               |
| Vizepräsident, Wirtschaft, Währungsfragen | Raymond Barre         | Frankreich    |                   |
| Wettbewerb, Regionalpolitik, EU-Haushalt  | Albert Borschette     | Luxemburg     |                   |
| Soziale Angelegenheiten, Verkehr          | Albert Coppé          | Belgien       |                   |
| Außenwirtschaft, Handel                   | Ralf Dahrendorf       | Deutschland   | FDP               |
| Außenbeziehungen                          | Jean-François Deniau  | Frankreich    | RI                |
| Industrielle Angelegenheiten, Handel      | Altiero Spinelli      | Italien       | PCI               |